# Marja

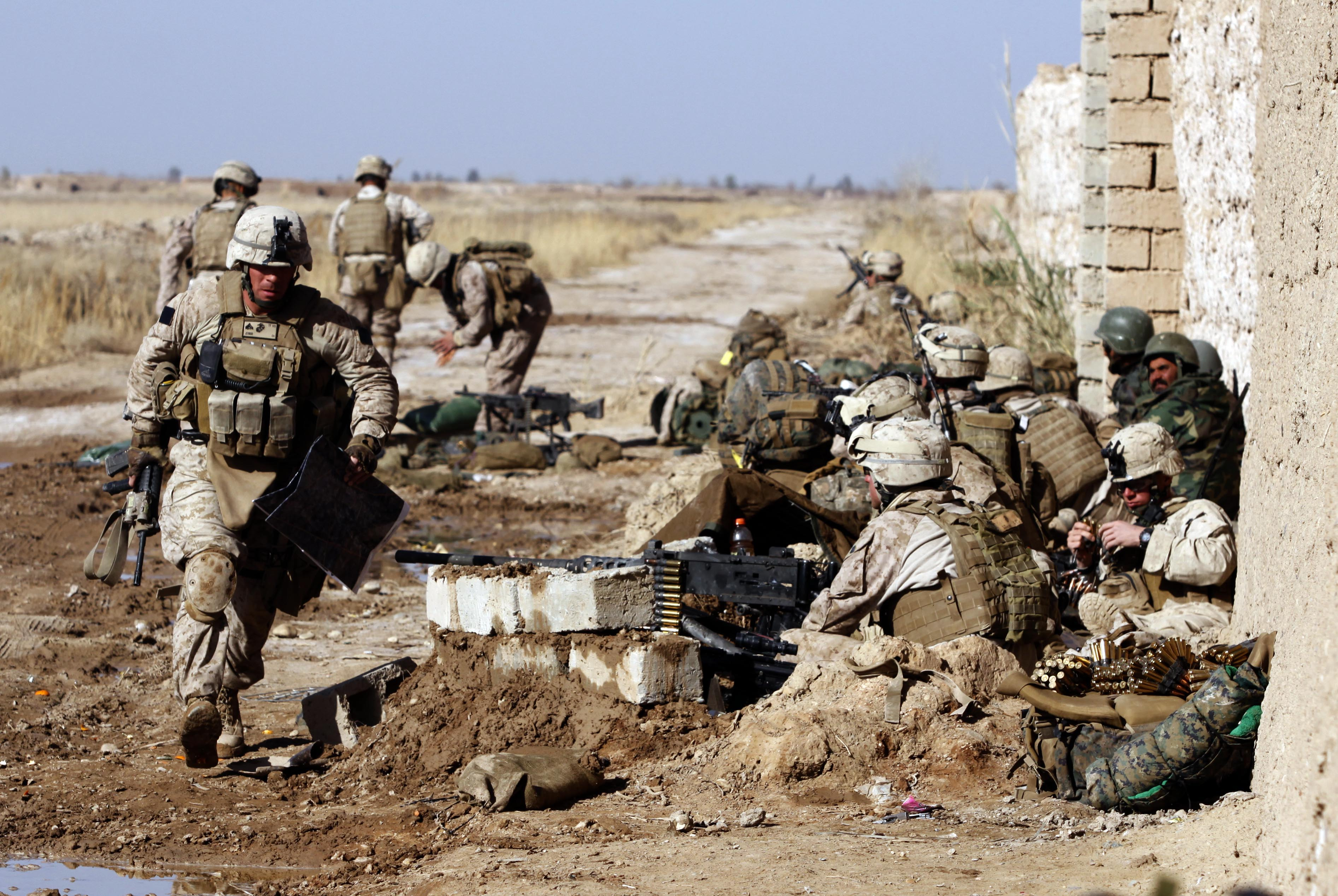
Amerikanska soldater under slaget om Marja, den 9 februari 2010.

Marja (persiska: مارجه), eller Marjah, är ett distrikt i Helmand, Afghanistan, sydväst om provinshuvudstaden Lashkar Gah.
Marja är ett av Afghanistans 24 provisoriska distrikt och beräknades ha omkring 31 500 invånare år 2022.
Under det senaste Afghanistankriget var området ett mål för attacker från Natostyrkor, eftersom det ansågs vara ett centrum för talibanska styrkor, bland annat i ”operation Moshtarak” som inleddes i februari 2010.